# Kungota pri Ptuju
Kungota pri Ptuju este o localitate din comuna Kidričevo, Slovenia, cu o populație de 386 de locuitori.